# Riad Sattouf
Riad Sattouf est un auteur de bande dessinée et réalisateur franco-syrien, né le 5 mai 1978 à Paris.
Durant les années 2000, il est révélé et primé pour ses séries de bandes dessinées Les Pauvres Aventures de Jérémie (2003-2005), Pascal Brutal (2006-2014), La Vie secrète des jeunes (2007-2012) ainsi que par son premier long métrage en tant que scénariste et réalisateur, la comédie Les Beaux Gosses (2009).
Après avoir publié durant neuf ans La Vie secrète des jeunes dans Charlie Hebdo (jusqu'en octobre 2014), il rejoint L'Obs, où, depuis 2015, il publie chaque semaine Les Cahiers d'Esther, d'après les histoires vraies d'une jeune fille.
Il est surtout l'auteur de la bande dessinée autobiographique L'Arabe du futur, publiée en six tomes entre 2014 et 2022, suivie de la série Moi, Fadi, le frère volé, racontant le point de vue de son frère, publiée à partir de 2024.
Double lauréat du Fauve d'or du festival d'Angoulême (2010 et 2015), il reçoit en 2023 le grand prix de la ville d'Angoulême pour l'ensemble de son œuvre.

## Biographie

### Jeunesse et débuts
Riad Sattouf naît à Paris d'un père syrien, docteur en histoire, et d'une mère française bretonne. Il passe son enfance en Libye et en Syrie où il reçoit une éducation musulmane dans une école de village. La découverte des Aventures de Tintin, à l'âge de 5 ans, « a déterminé la suite de [s]on existence ».
À l'âge de 12 ans, il revient en France avec ses parents, d'abord au cap Fréhel chez sa grand-mère maternelle, puis à Rennes après le divorce de ses parents. Il poursuit ses études jusqu'au baccalauréat à Rennes, puis entre à Nantes dans une école d'arts appliqués, avant de réussir le concours d'entrée à l'école régionale des beaux-arts de Rennes. Il entre à l'école Pivaut et par la suite à l'école des Gobelins, dans la section animation.

### Premiers albums (2000-2006)
C'est à l'école des Gobelins qu'Olivier Vatine le remarque et le présente à l'éditeur Guy Delcourt chez qui il publie bientôt sa première série, Petit Verglas, sur un scénario d’Éric Corbeyran. Trois tomes sortent entre 2000 et 2002.
En 2002, il installe un atelier parisien avec les dessinateurs Christophe Blain, Mathieu Sapin et Joann Sfar.
Il remonte alors à l'enfance en narrant avec humour les péripéties de son adolescence chez Bréal Jeunesse dans une collection dirigée par Joann Sfar : Manuel du puceau et Ma circoncision. Il y impose alors son style graphique, à rebours de celui de Petit Verglas, un travail de commande.

Dans Ma circoncision, il dénonce la circoncision, telle qu'il l'a vécue dans le contexte socio-politique de la Syrie des années 1980, comme un acte cruel et absurde. 

« À part pour des raisons médicales, et encore… On n'a pas à mutiler des enfants. Et cela n’a rien à voir avec la religion ! Cela dit, je ne sais pas dans quelle mesure je peux l’interpréter. J’ai mis dans le livre ce que j’ai exactement ressenti. Je pense que la circoncision est un acte castrateur qui fait des hommes inquiets et paranos. Le pénis étant un symbole très important, quand un groupe d’hommes, autre que son père, montre à un enfant qu’il a le pouvoir de le maîtriser et de lui en couper un morceau, ce groupe exprime qu’il a le pouvoir d’en couper plus si jamais le besoin s’en fait sentir. »

Une semaine avant sa sortie, la Commission de surveillance et de contrôle des publications destinées à l'enfance et à l'adolescence examine l'album qui lui a été envoyé, pour le dénoncer, par une association. La Commission souhaite, lorsque l'ouvrage sera paru, une interdiction aux mineurs et des poursuites pour racisme envers les Syriens. L'auteur et son éditeur sont convoqués à la police judiciaire. À la réunion suivante, la Commission prend connaissance de critiques élogieuses (France Inter, Libération) qui apprécient le livre de Sattouf comme une œuvre clairement antiraciste et en recommandent la lecture aux jeunes. La présidente souligne cette divergence de point de vue.
L'auteur a racheté les droits de cet album qui ne correspondait plus à la manière dont il voulait communiquer sur le sujet, qui par ailleurs, est aussi évoqué dans un des tomes de L'Arabe du futur.
Parallèlement, il signe avec l'éditeur Dargaud, pour qui il conçoit une série intitulée Les Pauvres Aventures de Jérémie. Elle suit le quotidien tragi-comique d'un lead-graphist trentenaire assez loser, dans une société de développement de jeux vidéo. Le premier album, sorti en 2003 dans la nouvelle collection « Poisson Pilote », reçoit le prix René-Goscinny du meilleur scénario. Il livre deux autres albums en 2004 et 2005, qui continuent à employer un style graphique qui va désormais être le sien. Pour le même éditeur, il poursuit dans cette veine autobiographique en leur livrant en 2004 No Sex in New York, qui regroupe des planches réalisées pour le journal Libération, où il se met en scène lors d'un séjour à New York.

### Révélation au grand public (2004-2009)
De 2004 à 2014, chaque semaine dans Charlie Hebdo, il publie La Vie secrète des jeunes, des histoires en un strip rapportant des anecdotes tirées directement de son observation des jeunes, avec leur langage, l’accent des banlieues et l’écriture texto.
En 2005, il dévoile un one shot en noir et blanc, publié chez Hachette Littératures, intitulé Retour au collège. Ce roman graphique est le fruit d’une immersion de deux semaines comme observateur au sein d’une classe dans un collège des beaux quartiers parisiens. C’est un beau succès en librairie.
La même année, il revient aux tout-petits avec Pipit Farlouse, qui raconte l’histoire d’un petit oiseau collégien qui essaie de rejoindre le monde des hommes. Deux albums sortent en 2005 et 2006. Cette dernière année, il signe aussi le scénario de Laura & Patrick, les aventures décalées d’un savant amnésique sur une île déserte, dessinées par Mathieu Sapin, pour l’éditeur jeunesse Lito.
Parallèlement, il lance surtout une nouvelle série tragi-comique chez Fluide glacial, centrée sur un personnage très macho et ambivalent : Pascal Brutal. Le tome 2, sorti en 2007, reçoit le prix Jacques-Lob, et le tome 3, publié en 2009 récompensé d’un Fauve d’or à l’unanimité du jury du festival d'Angoulême 2010.
En 2007, l’éditeur indépendant L'Association commence à publier La Vie secrète des jeunes. Deux autres albums sortent, en 2009 et 2012. L’éditeur capitalise aussi sur la popularité de l’auteur en ressortant en 2008 et 2009 ses premières œuvres, Manuel du puceau et Ma circoncision[réf. nécessaire].
Sattouf commence alors à sortir du monde de la bande dessinée : il se lance ainsi dans la postsynchronisation en prêtant sa voix à Petit Vampire dans le dessin animé du même nom adapté de la bande dessinée de son ami Joann Sfar.

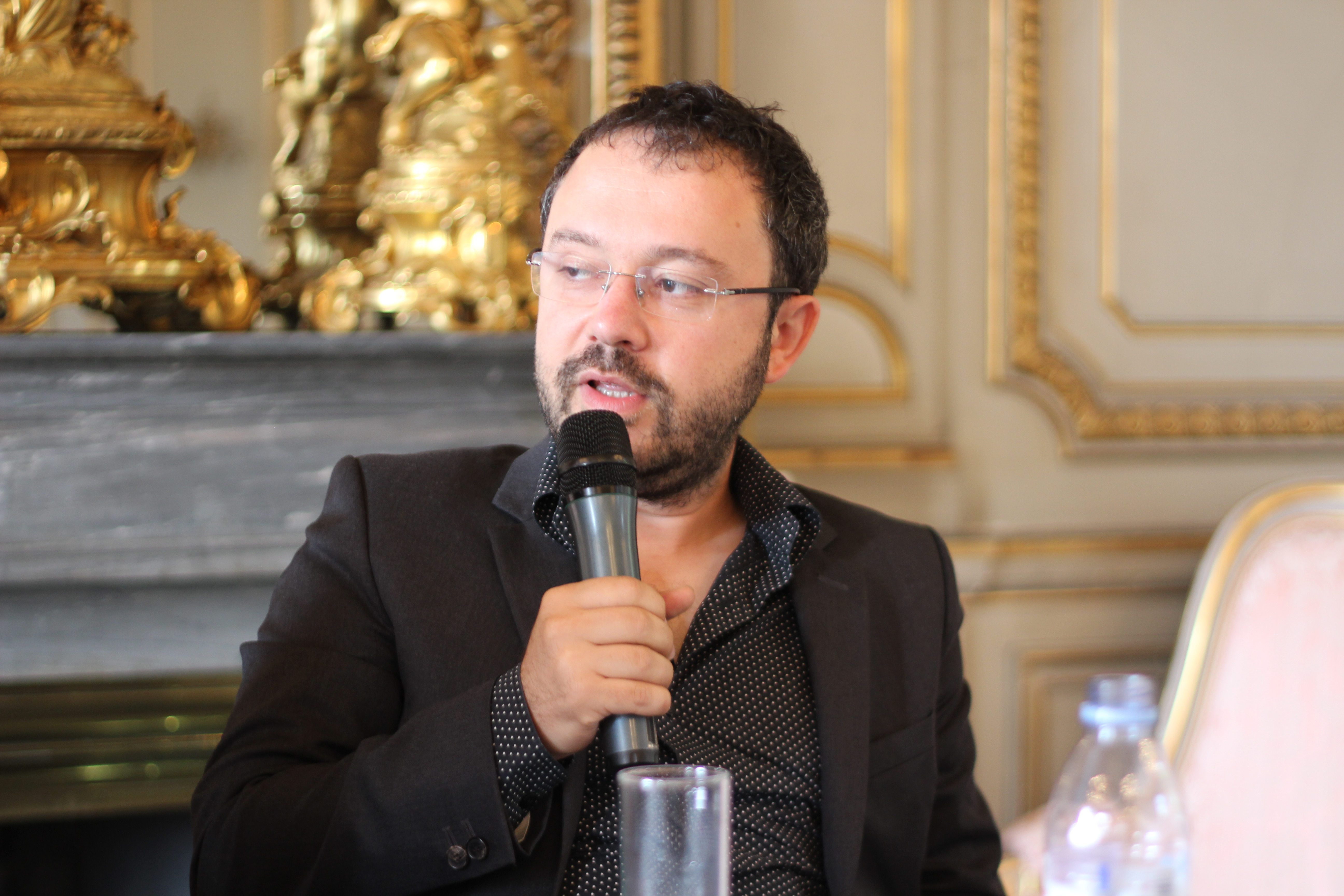
Riad Sattouf à l'édition 2014 du Livre sur la place de Nancy

### Passage à la réalisation (2009-2014)
Lui-même se lance dans la réalisation, afin de poursuivre son exploration de l’adolescence : le 10 juin 2009 sort le long métrage Les Beaux Gosses, qu’il écrit et réalise, et où il traite d’un de ses sujets de prédilection : les amours adolescentes. Le film, acclamé par la critique et fonctionnant très bien au box-office, est nommé trois fois aux Césars 2010, remporte le César du meilleur premier film et révèle un jeune inconnu, Vincent Lacoste. En 2010, Pascal Brutal remporte le prix du meilleur album.
Désormais réalisateur convoité, il développe deux projets : en juillet 2010 est diffusée une web-série appelée Mes colocs ; en septembre, est lancée par Canal + une pastille humoristique adaptant La Vie secrète des jeunes.
En 2012, il dessine le nouveau visage d’Ulysse, le personnage emblématique des pages critiques de l’hebdomadaire Télérama,
En janvier 2014, il dévoile un deuxième long métrage beaucoup plus expérimental que son premier essai, intitulé Jacky au royaume des filles. Cette satire imagine une dictature où les femmes sont au pouvoir et les hommes n’ont qu’un statut de reproducteurs. Sattouf y dirige de nouveau Vincent Lacoste, qu'il entoure de Charlotte Gainsbourg, Didier Bourdon, Anémone, Valérie Bonneton, Michel Hazanavicius, William Lebghil, mais aussi ses deux autres acteurs des Beaux Gosses, Noémie Lvovsky et Anthony Sonigo. L'accueil des critiques et du public est cette fois très mitigé, et le film est un échec au box-office.

### Reconnaissance internationale (depuis 2014)

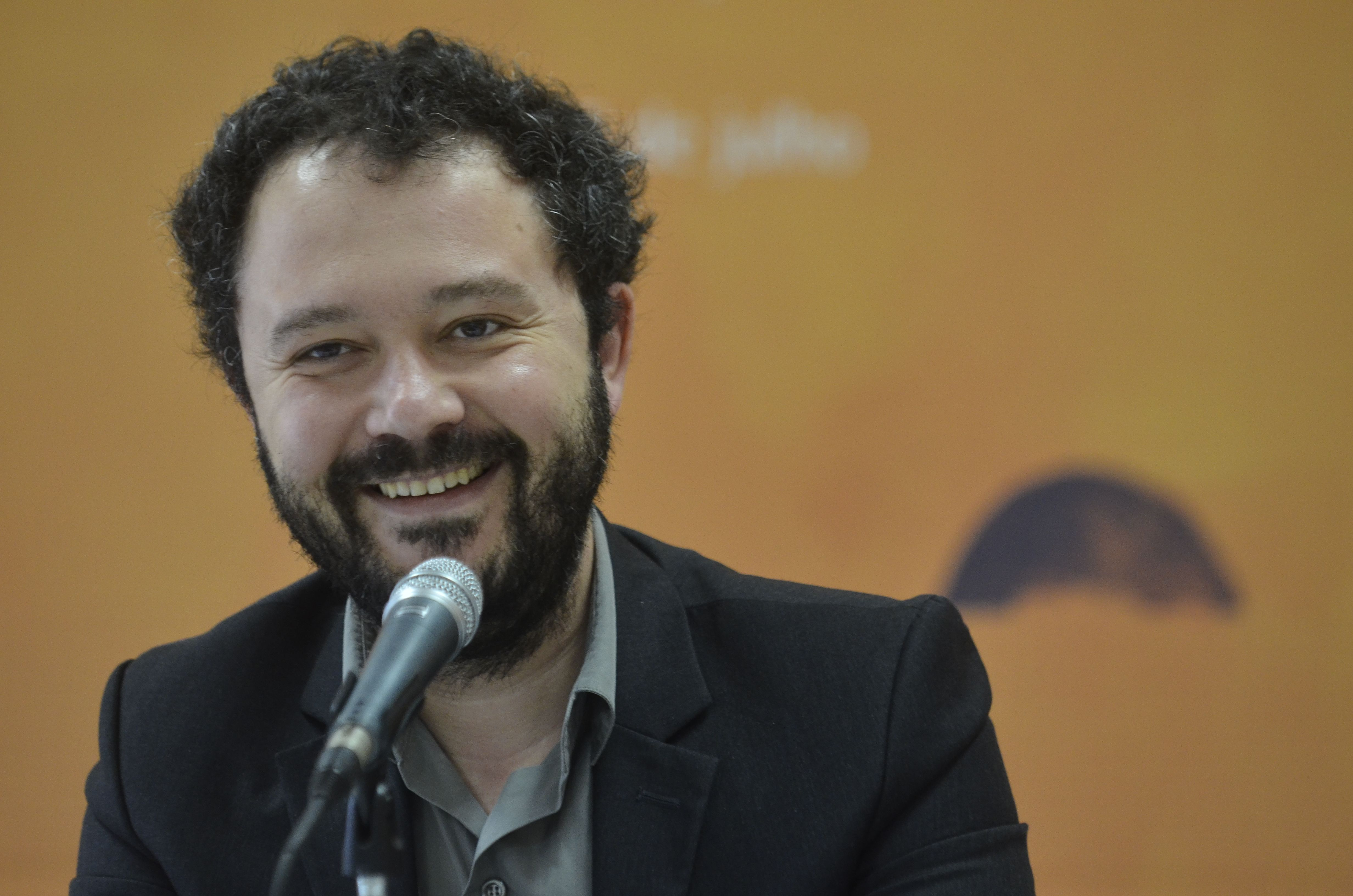
Riad Sattouf au Brésil en 2015, pour le lancement du tome 1 en version portugaise de L'Arabe du futur.

Vivant mal l'échec de son dernier film, l'auteur quitte l'atelier partagé avec Sfar, Sapin et Blain pour travailler chez lui. Il entame la création de L'Arabe du futur, une série de bande dessinée autobiographique « où tout est vrai » et sur laquelle il dit avoir travaillé depuis une dizaine d'années. Le premier tome de cette série en six volumes sort en mai 2014. Les premiers volumes relatent l'enfance de Riad lorsque sa mère et lui suivent son père en Libye, puis en Syrie, deux pays alors marqués par l’idéologie du socialisme arabe,. Le premier volume rencontre un large succès de librairie dès la première année avec plus de 200 000 exemplaires vendus. Il est récompensé par le prix du meilleur album à Angoulême en 2015 et le livre est l’un des cinq livres français les plus traduits dans le monde en 2014, tous styles confondus, devenant son plus gros succès critique et commercial.
En fin d’année, il sort le quatrième et dernier tome de Pascal Brutal, puis arrête La Vie secrète des jeunes en octobre. Il quitte ainsi Charlie Hebdo après neuf ans de collaboration. Il rejoint L'Obs, où il publie désormais chaque semaine Les Cahiers d'Esther, d’après les histoires vraies d’une petite fille.
Dans le numéro 1178 dit « des survivants » en 2015, il contribue de nouveau à Charlie Hebdo avec un strip de La Vie secrète des jeunes, où un jeune téléphone à un « pote » pour lui expliquer : « 'coute-moi Rouya, cé dé gars, ils fézé dé dessins, cé tout… Tu les tchues pas pour ça, cé tout… voilà voilà… La violonce, apré ça fé de la violonce qui aprés fé encore la violonce, ki fé encore la violonce Hé ouais… »
Le deuxième tome de L’Arabe du futur, paru en juin 2015, figure dans la sélection officielle du festival d'Angoulême 2016. Riad Sattouf figure parmi les trente auteurs éligibles au grand prix, mais est le premier auteur à décliner cette nomination gêné par l’absence de femme dans les nommés. Il est ensuite suivi par plusieurs auteurs également nommés.
En 2016, pour les dix ans du musée du quai Branly, il réalise une bande dessinée racontant les aventures d’Eugénie, copine de son personnage Esther, dans les collections du quai Branly. Il dessine également l’affiche anniversaire du musée.
En octobre 2016, le troisième volume de L’Arabe du futur paraît et est immédiatement un succès, figurant également dans la sélection officielle du festival d'Angoulême 2017. La série s’est vendue à plus d’un million d’exemplaires en France ; c’est aussi un succès international. Dans The New York Times, l’écrivain Zadie Smith déclare que L’Arabe du futur « l’a captivée et que c’est le roman graphique le plus agréable qu’elle ait lu ces dernières années. » Alain de Botton dit également tout le bien qu'il pense de l'œuvre, considérant L'Arabe du futur comme surprenant car réussissant à être « à la fois drôle et chaleureux, mais aussi profondément sombre et intellectuellement stimulant »,. Posy Simmonds pour sa part déclare que L’Arabe du futur est « un chef-d’œuvre ».
Dans l’entre-deux tours de l’élection présidentielle de 2017 qui oppose Marine Le Pen à Emmanuel Macron, il appelle à faire barrage à la candidate FN.
La même année, il coproduit Le Redoutable, sixième long métrage du réalisateur Michel Hazanavicius, mais aussi une future série d’animation pour la chaîne Canal +, adaptée de son succès critique et public en librairie, Les Cahiers d'Esther, dont le tome 3 sort au mois de novembre.
Le 23 janvier 2018, Riad Sattouf annonce sur les réseaux sociaux la sortie française du quatrième volume de L’Arabe du futur, le 30 août 2018,. En septembre 2018, selon RTL, les ventes pour les trois premiers volumes représentent plus d’un million et demi d’exemplaires et les traductions existent dans vingt-deux langues, mais pas en arabe.
Entre novembre 2018 et mars 2019, la Bibliothèque publique d'information du centre Georges-Pompidou à Paris propose une rétrospective sur l’univers graphique de Riad Sattouf.
Il est chargé de dessiner la couverture, représentant le linguiste Alain Rey, de l’édition 2020 du Petit Robert de la langue française, paraissant en mai 2019.
En novembre 2020, l'organisation non gouvernementale Reporters sans frontières publie Riad Sattouf - 100 dessins pour la liberté de la presse. Il s'agit d'un album hors série, dévolu à l'artiste et à son œuvre. Le cinquième et avant-dernier tome de  L’Arabe du futur sort également en novembre 2020. L'auteur explique qu'il attend la sortie du dernier volume pour chercher un éditeur en arabe en lui proposant la série complète.
Le 6 septembre 2021, Riad Sattouf annonce qu’il crée sa propre maison d'édition baptisée Les Livres du futur et qui édite son prochain livre, Le Jeune Acteur 1 : Aventures de Vincent Lacoste au cinéma , prévu pour novembre 2021 : le livre raconte le parcours de Vincent Lacoste, découvert sur le tournage des Beaux Gosses, et depuis lors son évolution observée par Sattouf resté proche personnellement et professionnellement de l'acteur.
Le 25 janvier 2023, il remporte le grand prix de la ville d'Angoulême.
Le 8 octobre 2024 paraît le premier tome de sa nouvelle série : Moi, Fadi, le frère volé. Ce premier tome couvre les années 1986 à 1994. Il repose sur les histoires confiées par son frère Fadi Sattouf, en 2011 et 2012. Ce n’est donc plus Riad mais Fadi qui raconte les histoires,.

### Décorations
- Chevalier de l'ordre des Arts et des Lettres (2016)[43].
- Chevalier de l'ordre national du Mérite (2017)[44].

## Œuvre

### Bandes dessinées hors série
- Manuel du puceau, Bréal Jeunesse, Rosny-sous-Bois, 2003
Scénario et dessin : Riad Sattouf - réédité en 2009 par L'Association, collection Espôlette
- Ma circoncision, Bréal Jeunesse, Rosny-sous-Bois, 2004
Scénario et dessin : Riad Sattouf - réédité en 2008 par L'Association, collection Espôlette
- No Sex in New York, Dargaud collection Poisson Pilote, Paris, 2004
Scénario et dessin : Riad Sattouf
- Retour au collège, Hachette Littératures collection La Fouine Illustrée, Paris, 2005
Scénario et dessin : Riad Sattouf
- Participation à Comicscope de David Rault, L'Apocalypse, 2013.

### Couverture
100% monsieur et madame, dessin sur la première de couverture, Edition Lito, 2005.

### Autres
- Riad Sattouf, t. 65, Reporters sans frontières (RSF) / édition illustrée, coll. « 100 dessins pour la liberté de la presse », 5 novembre 2020, 144 p. (ISBN 978-2362200663)[45].

### Filmographie

#### Scénariste, réalisateur, compositeur
- 2003 : Petit Vampire : scénariste et acteur de doublage pour la série télévisée dérivée de la bande dessinée de Joann Sfar
- 2009 : Les Beaux Gosses : scénariste, réalisateur, compositeur et acteur secondaire (voix de la radio, acteur dans le film pornographique)
- 2010 : Mes colocs (web-série) : scénariste et réalisateur[13]
- 2010 : Jeunes et Limités : Une vraie vie de chien (clip) : réalisateur
- 2014 : Jacky au royaume des filles : scénariste, réalisateur, compositeur
- 2018 : Les Cahiers d'Esther, série animée (d'après la série d'albums du même nom) : réalisateur, scénariste, auteur de la bible graphique, producteur délégué.

#### Acteur
- 2009 : Les Beaux Gosses de lui-même : l'acteur vidéo
- 2010 : Gainsbourg, vie héroïque de Joann Sfar : le gigolo de Fréhel
- 2011 : La guerre est déclarée de Valérie Donzelli : un cuisinier
- 2012 : Camille redouble de Noémie Lvovsky : le réalisateur gore
- 2014 : Jacky au royaume des filles de lui-même : Mit Kronk, l'acteur de la série Éblouissement de chevalin
- 2014 : Vengeance et terre battue (court métrage) de Mathieu Sapin : inspecteur Gonzalez

#### Producteur
- 2017 : Le Redoutable de Michel Hazanavicius

## Distinctions

### Bande dessinée

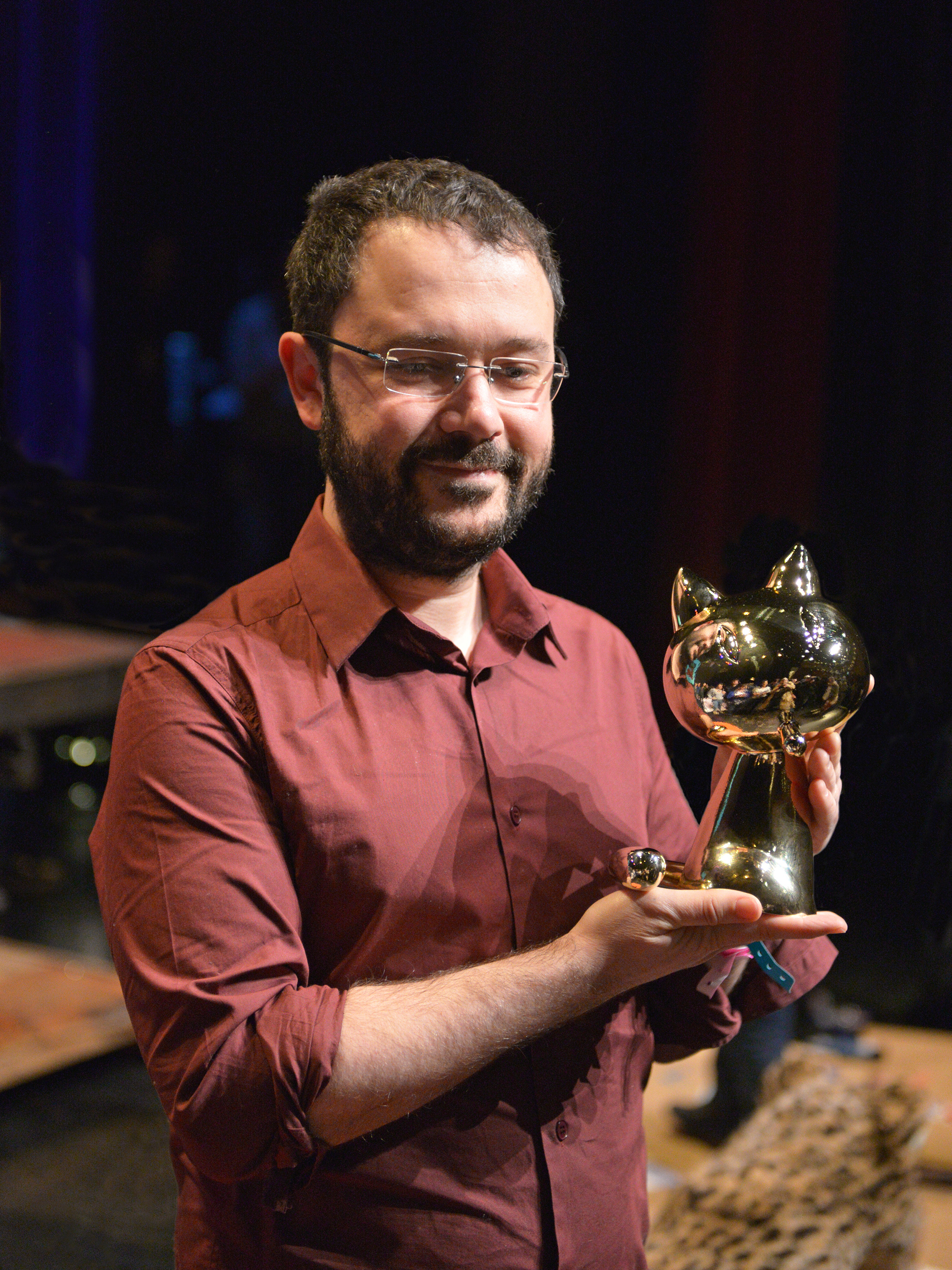
Riad Sattouf avec le Fauve d'or du festival d'Angoulême 2015.

- 2003 : prix René-Goscinny pour Les Pauvres Aventures de Jérémie, t. 1 : Les Jolis Pieds de Florence
- 2004 : prix de la BD du Point pour Les Pauvres Aventures de Jérémie, t. 2 : Le Pays de la soif[46]
- 2007 : prix Jacques-Lob pour Pascal Brutal, t. 2 : Le Mâle dominant
- 2008 : 
  - Globe de Cristal de la meilleure bande dessinée pour La Vie secrète des jeunes[47]
  - Prix de la BD d’humour à Nantes remis lors du Festival « Juste pour Rire Nantes Atlantique » pour Pascal Brutal[48]
- 2010 : Fauve d'or à l'unanimité du jury du festival d'Angoulême 2010, pour Pascal Brutal, t. 3 : Plus fort que les plus forts
- 2014 : 
  - Grand prix RTL de la bande dessinée pour L'Arabe du futur, tome 1 : Une jeunesse au Moyen-Orient, 1978-1984[49]
  - Prix BD Stas/Ville de Saint-Étienne pour L'Arabe du futur[50],[49], tome 1
  - Élu écrivain de l'année 2014 par le magazine GQ[49]
- 2015 :
  - Fauve d'or au festival d'Angoulême 2015 pour L'Arabe du futur, tome 1[19]
  - Finaliste prix de la BD Fnac pour L'Arabe du futur, tome 1[51]
- 2016 :
  -  Prix littéraire du Los Angeles Times du roman graphique pour L'Arabe du futur, tome 1[52].
  -  Prix Sproing de la meilleure bande dessinée étrangère[53] pour la version norvégienne ((no) Fremtidens araber) de L'Arabe du futur, tome 1
  - Sélection officielle Festival d'Angoulême 2016 pour L'Arabe du futur, tome 2
- 2017 : Sélection officielle Festival d'Angoulême 2017 pour L'Arabe du futur, tome 3
- 2018 :
  -  Prix Max et Moritz de la meilleure bande dessinée internationale pour Les Cahiers d'Esther
  -  Prix Urhunden du meilleur album étranger pour L'Arabe du futur, t.3
- 2023 :
  - Grand prix de la ville d'Angoulême[54]

### Cinéma
- Pour Les Beaux Gosses :
  - César du meilleur premier film 2010
  - Étoile d'or du meilleur premier film 2010
  - Prix du film français pour la révélation duo producteur-réalisateur aux Trophées du Film français 2010[55]
  - Prix Jacques-Prévert du scénario 2010, catégorie adaptation, avec Marc Syrigas, son co-scénariste